# Ismaël Boulliau
Ismaël Boulliau [ejtsd: bujjó] latinizálva Ismaël Bullialdus (Loudun (Poitou-Charentes), 1605. szeptember 28. – Párizs, 1694. november 25.) francia matematikus és csillagász.

## Élete
Ismaël Boulliau és Susanna Motet kálvinista szülők gyermekeként született, 21 éves korában áttért a katolikus hitre. 1632-ben költözött Párizsba, ahol könyvtárosként dolgozott. A Kopernikusz-féle világrendszer egyik hathatós védője volt. Meghalt mint a szent-victori kolostor apátja. Számos csillagászati és matematikai értekezést írt. Barátságban állt Pierre Gassendivel, Christiaan Huygens-szel, Marin Mersenne-nel és Blaise Pascallal. 1667. április 4-én a Royal Society tagjai közé választották.

## Emlékezete
Tiszteletére nevezték el a Holdon a Bullialdus krátert.

## Jelentősebb művei
- De natura lucis (1638)

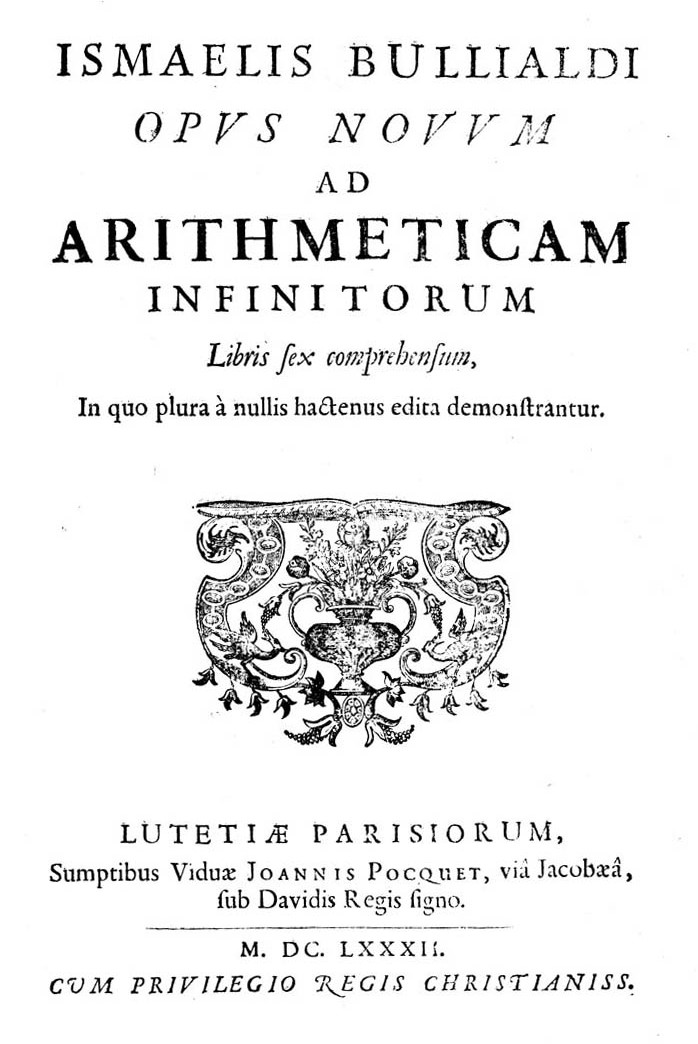
Opus novum ad arithmeticam infinitorum libris sex comprehensum, 1682

- Philolai, sive dissertationes de vero systemate mundi libri IV. (Amstel, 1639)
- Expositio rerum mathematicarum ad legendum Platonem utilium (1644)
- Astronomia philolaica (Párizs, 1645)
- De lineis spiralibus (1657)
- Opus novum ad arithmeticam infinitorum (1682)
- Ad astronomos monita duo (1667)